# Michał Kluczewski
Michał Kluczewski (ur. przed 1850 - zm. po 1890) – drzeworytnik warszawski.

## Życiorys
Czynny w latach około 1869-1887, rytował w latach 1869-1875 dla "Kłosów", 1876-1887 dla "Tygodnika Ilustrowanego" i 1880-1883 dla "Tygodnika Powszechnego", także dla "Biesiady Literackiej". Reprodukował w drzeworycie obrazy i rysunki Władysława Szernera, Jana Chełmińskiego, Józefa Brandta, Alfreda Wierusz-Kowalskiego, Romana Szwojnickiego, Stanisława Masłowskiego, Michała Andriollego i innych.